# Башкортостан (телерадиокомпания, филиал ВГТРК)
Государственная телевизионная и радиовещательная компания «Башкортостан» (башк. Башҡортостан ДТРК) — филиал ФГУП «ВГТРК» в Республике Башкортостан.

## История радио
Радио в Башкирской АССР появилось 1 августа 1928 года. В марте 1934 года в Уфе началось открытие мощной радиовещательной станции имени 15-летия БАССР.

## История телевидения
Башкирское телевидение появилось 1 марта 1959 года.
1 октября 1960 года введена в эксплуатацию первая передвижная телевизионная станция (ПТС). Состоялась первая прямая трансляция концерта из Башкирской государственной филармонии. Сначала телевидение было чёрно-белым, но 1 февраля 1985 года Башкирское телевидение стало цветным. 5 июня 1986 года проведен первый телемост «Тюмень — Уфа — Казань».
В 1991 году Комитет по Телевидению и Радиовещанию БАССР переименован в ГТРК «Башкортостан».
В 1992 году Башкирская Студия Телевидения переименовывается в БТВ.
29 мая 1995 года ГТРК Башкортостан запускает собственный телеканал на 8 ТВК под названием «3 канал». Первоначально эфир длился около 1 часа, затем с 20:55 шла трансляция канала НТВ. Однако с октября 1995 года начинал эфир с 17:00 с перерывами на эфир РТР в 19:20—20:10. По вторникам и субботам на канале выходил блок передач телекомпании «Уфа-ТВ».
1 ноября 1999 года «3 канал» переименовывается в «БТВ-3». Эфирная сетка его начиналась в 17:00, а заканчивалась в 21:00. В этом же году на этой частоте в утреннее и дневное время вещает СТС до 2000 года. В августе 2000 года переименовывается в «БТВ».
В 2001 году сетевым партнёром на 8 ТВК является ТНТ. В это же время сетка вещания сокращается с 19:00 до 21:00, а остальное время отдаётся ТНТ.
В 2002 году ГТРК «Башкортостан» преобразована в ФГУП ГТРК «Башкортостан» (дочернее предприятие ВГТРК).
В том же году 23 августа БТВ прекращает своё вещание как отдельный канал, передав частоту телеканалу БСТ. Первой передачей телеканала была интерактивная развлекательная программа «В добрый путь, спутниковый телеканал!».
20 апреля 2015 года президент Республики Башкортостан Рустэм Хамитов и генеральный директор ВГТРК Олег Добродеев запустили цифровое оборудование.
С 1 октября 2016 года телеканал «Россия-24. Башкортостан» перешёл на формат вещание 16:9 и с 16 января 2017 года телеканал «Россия-1. Башкортостан» тот перешёл на формат вещание 16:9.
В 2016 году, в соответствии с Указом Президента России В.В. Путина от 20 апреля 2013 года, был создан телеканал «Башкортостан 24». 30 сентября 2020 года на основании решения Федеральной конкурсной комиссии телеканал «Башкортостан 24» объявлен общедоступным муниципальным каналом с правом вещания на 22-й кнопке в г. Уфе.

## Программы
«Россия-1. Башкортостан» Начало вещание в 13 мая 1991 года как РТР-БТВ и ребрендинг в «Россия-Башкортостан» 16 декабря 2002 года:
- «Вести-Башкортостан» (выходит в рамках выпусков «Вести. Утро» утренние 09:00, дневные 14:30, вечерние 21:05)
- «Местное время. Воскресенье-Башкортостан» (выходит по воскресеньям в 08:00). (ранее «Вести-Башкортостан. События недели»)
- «Вести-Уфа» (Внутри программы «Вести-Башкортостан», 2016)
- «Вести-Башкортостан. Утро» (02.2007 — н.в)
- «Доброе утро, республика!» на башкирском и русском языках («Хәйерле иртә, республика!») (ранее «Ауаз»)
- «Вести — Башкортостан на башкирском языке» («Хәбәрҙәр — Башҡортостан») (выходит в 09:00)
- «Местное время. Суббота — Башкортостан» (выходит по субботам в 08:00). (ранее «Говорит и показывает Уфа»)
- «Вести+ — Башкортостан» (выходил в рамках выпусков «Вести-Башкортостан», в 23 часа/00 ночи) (08.2003 — 08.2013)
- «Вести. Дежурная часть-Башкортостан» (05.2006 — 11.2014)
- «Дела и люди»
- «Качество жизни»
- «Специальный корреспондент» (09.2011 — н.в)
- «От всей души» («Ихлас Куңелдән»)
- «Трэнды»
- «Специальный репортаж»
- «Моя Уфа»
- «Мне есть, что Вам сказать»
- «Хрустальный соловей»
- «Кунел нуры»
- «Лидия Русланова»

«Россия — Культура. Башкортостан» Начало вещание 7 января 2011 года и прекратил вещание 10 августа 2018 года по этому оставит Аналог:
- «Новости культуры—Башкортостан»
- «Культурное обозрение» (с января 2011 г.)
- «Утро на канале Культура — Башкортостан»
- Воскресная программа
- «Счастливый номер»
- «Культурный сезон»

«Россия-24. Башкортостан» Начало вещание 1 марта 2013 года:
- «Вести. Дежурная часть-Башкортостан» (09.2016 — н.в)
- «Вести-24. Башкортостан»
- «Вести. Бизнес»
- «Здоровая среда» (ранее «Вести. Здоровье»)
- «Вести. Интервью»
- «Вести. Спорт»
- «Новости культуры—Башкортостан» (ранее «Вести. Культура»)
- «Реплика»
- «Хоккей 24»
- «24 клапана».
- «Свободный микрофон с Азаматом Саитовым»
- «Говорит и показывает Уфа»

## Структура ГТРК «Башкортостан»
- Россия-1. Башкортостан
- Россия-24. Башкортостан
- Россия - Культура. Башкортостан
- Башкортостан 24
- Радио России-Башкортостан
- Радио Маяк
- Радио Вести-FM
- Радио Ватан

## Руководители

### Директор филиала
- Салихов, Азамат Рафаэлович (с 2015 года)

## Прямые эфиры (ONLINE)
- Прямой эфир телеканала Башкортостан 24
- Прямой эфир телеканала Россия 24 Башкортостан
- Прямой эфир Радио России Башкортостан (с видео включениями и радио студии)
- Прямой эфир радио Маяк (с видео включениями и радио студии)
- Прямой эфир радио Вести FM
- Прямой эфир радио Ватан
- Прямой эфир #ТелецентрLIVE

## Социальные сети, мессенджеры и видеохостинги
- Telegram-канал Вести Башкортостан
- ГТРК Башкортостан на Смотрим
- Rutube-канал ГТРК «Башкортостан»
- ГТРК «Башкортостан» в VK
- Дзен-канал Башкортостан 24
- Дежурная часть Башкортостан